# Crkva sv. Luke u Dubravi
Crkva sv. Luke sa srednjovjekovnim grobljem nalazi se u selu Dubravi, gradskom naselju Omiša.

## Opis
Crkva sv. Luke nalazi se na uzvisini, na dominantnom položaju u odnosu na selo Dubrava. Građena je u više faza (od 11. do 19. stoljeća) te danas ima formu latinskog križa s kupolom u središtu. Uzdužnu os čine trijem, brod i svetište, a poprečnu sjeveroistočna i jugozapadna bočna kapela. Crkva je građena lomljenim kamenom u mortu i pokrivena dvostrešnim krovom od kamenih ploča, a kupola ima stožasti krov. Romanički brod crkve presveden je bačvastim svodom s pojasnicama, bočne kapele bačvastim, a svetište slomljenim gotičkim svodom. Bočni zidovi broda raščlanjeni su visećim lukovima sa središnjim pilastrom. Na oltarnoj ogradi urezani su natpisi na bosančici. Oko crkve je srednjovjekovno groblje s 14 ploča bez ukrasa, orijentiranih istok – zapad, dva stećka u obliku sanduka i jedna ploča stećak ukrašena reljefnim štitom.

## Zaštita
Pod oznakom Z-7025 zavedena je kao nepokretno kulturno dobro - pojedinačno, pravna statusa zaštićena kulturnog dobra, klasificirano kao "sakralna graditeljska baština".